# Айхи (вождь)
Айхи, имя при крещении: Антонио Айхи или Антонио де Айхи (Antonio Ayhi, Antonio de Ayhi) — вождь чаморро из племени Хапуто на Гуаме. Принимал активное участие в испано-чаморрских войнах на стороне испанцев в конце XVII века.
Айхи был мага’лахи, вождём, который возглавлял племя чаморро вместе с женщиной-мага’хага. Он крестился через некоторое время после прибытия на Гуам миссионера-иезуита Диего Луиса де Сан-Витореса в 1668 году. Перед первой осадой католической миссии в Хагатне в 1670 году Айхи предупредил испанцев о намерении мага’лахи Хурао атаковать, дав испанцам время на подготовку. В январе 1675 года Айхи возглавил отряд воинов чаморро, чтобы помочь губернатору испанских Марианских островов Дамиану де Эсплана подчинить мятежные деревни. В следующем году, когда мага’лахи Агуалин готовился ко второй осаде миссии, Айхи попытался успокоить антииспанские настроения и отказался пропустить повстанцев через свою деревню.
Испанские записи свидетельствуют о том, что Айхи оставался решительным сторонником испанцев, даже когда на время оставил свою жену, чтобы жить с любовницей, вопреки учению католической миссии. Когда он, по совету миссионеров, бросил любовницу, чтобы вернуться к жене, воины его племени заявили ему, что он «не что иное, как слуга служителей».
Когда Антонио де Савария прибыл, чтобы занять пост губернатора в июне 1681 года, одним из первых своих действий он назначил Антонио Айхи вице-губернатором колонии и присвоил ему титул maestre-de-campo, примерно равнозначный званию полковника. Затем Айхи убедил других деревенских вождей принести испанцам присягу на верность 8 сентября 1681 года. Это был решающий символический жест, свидетельствующий об окончательном покорении Гуама испанцами.
Присутствие Айхи и других видных христиан-чаморро зафиксировано на церемонии 1689 года по установке статуи Святой Марии Камалинской, которая стала покровительницей Гуама, в церкви в заливе Паго.